# Algarve-Cup 2001
Der Algarve-Cup 2001 war die achte Austragung des jährlich stattfindenden Turniers für Frauenfußball-Nationalmannschaften und fand zwischen dem 11. und 17. März 2001 an der portugiesischen Algarve statt. Die Mannschaft Schwedens gewann das Turnier vor Dänemark und China.

## Teilnehmende Mannschaften
An dem Einladungsturnier nahmen 2001 acht Mannschaften teil.
| - Dänemark - Finnland - Kanada - Norwegen | - Portugal (Gastgeber) - Schweden - USA (Titelverteidiger) - China |

## Turnierverlauf
Die acht teilnehmenden Mannschaften wurden in zwei Gruppen aufgeteilt und trafen in einem Rundenturnier aufeinander. In der anschließenden Finalrunde spielten die Gruppenvierten, Gruppendritten und Gruppenzweiten um die Plätze sieben, fünf und drei sowie die Gruppensieger im Finale um den Turniersieg.

### Gruppenphase
Gruppe A
| Pl. | Land     | Sp. | S | U | N | Tore    | Diff. | Punkte |
| --- | -------- | --- | - | - | - | ------- | ----- | ------ |
| 1.  | Schweden | 3   | 3 | 0 | 0 | 011:300 | +8    | 09     |
| 2.  | Kanada   | 3   | 2 | 0 | 1 | 007:600 | +1    | 06     |
| 3.  | USA      | 3   | 1 | 0 | 2 | 002:500 | −3    | 03     |
| 4.  | Portugal | 3   | 0 | 0 | 3 | 002:800 | −6    | 0      |

|                            |   |          |     |
| 11. März 2001 in Lagos     |   |          |     |
| Kanada                     | – | USA      | 3:0 |
| Schweden                   | – | Portugal | 4:1 |
| 13. März 2001 in Silves    |   |          |     |
| USA                        | – | Portugal | 2:0 |
| Schweden                   | – | Kanada   | 5:2 |
| 15. März 2001 in Albufeira |   |          |     |
| Schweden                   | – | USA      | 2:0 |
| Kanada                     | – | Portugal | 2:1 |

Gruppe B
| Pl. | Land     | Sp. | S | U | N | Tore    | Diff. | Punkte |
| --- | -------- | --- | - | - | - | ------- | ----- | ------ |
| 1.  | Dänemark | 3   | 2 | 0 | 1 | 008:200 | +6    | 06     |
| 2.  | China    | 3   | 2 | 0 | 1 | 006:200 | +4    | 06     |
| 3.  | Norwegen | 3   | 2 | 0 | 1 | 006:300 | +3    | 06     |
| 4.  | Finnland | 3   | 0 | 0 | 3 | 001:140 | −13   | 0      |

|                             |   |          |     |
| 11. März 2001 in Montechoro |   |          |     |
| Dänemark                    | – | China    | 2:1 |
| Norwegen                    | – | Finnland | 5:1 |
| 13. März 2001 in Olhão      |   |          |     |
| Norwegen                    | – | China    | 0:2 |
| Finnland                    | – | Dänemark | 0:6 |
| 15. März 2001 in Portimão   |   |          |     |
| Norwegen                    | – | Dänemark | 1:0 |
| China                       | – | Finnland | 3:0 |

### Finalrunde
Spiel um Platz 7
|                             |   |          |     |
| 17. März 2001 in Montechoro |   |          |     |
| Finnland                    | – | Portugal | 3:1 |

Spiel um Platz 5
|                            |   |     |     |
| 17. März 2001 in Quarteira |   |     |     |
| Norwegen                   | – | USA | 4:3 |

Spiel um Platz 3
|                       |   |        |     |
| 17. März 2001 in Faro |   |        |     |
| China                 | – | Kanada | 5:1 |

### Finale
| Schweden                                   | Schweden | Dänemark | Dänemark |
| ------------------------------------------ | --- | --- | -------- |
| Schweden                                   | \| 17. März 2001 in Loulé (Estádio Municipal) \| \| Ergebnis: 3:0 (2:0) \| \| Spielbericht \| | \| 17. März 2001 in Loulé (Estádio Municipal) \| \| Ergebnis: 3:0 (2:0) \| \| Spielbericht \| | Dänemark |
| Schweden                                   | Caroline Jönsson • Sara Larsson, Hanna Marklund, Jane Törnqvist, Karolina Westberg • Linda Fagerström (77. Victoria Svensson), Malin Andersson, Malin Moström (90. Jessika Sundh), Tina Nordlund (84. Caroline Hagberg) • Therese Lundin (62. Therese Sjögran), Hanna Ljungberg (89. Elin Flyborg) Cheftrainer: Marika Domanski Lyfors | Tine Cederkvist • Ulla Knudsen, Lene Terp , Katrine Pedersen, Gitte Andersen, Lise Søndergaard (37. Signe Andersen) • Cathrine Paaske Sørensen (81. Jeanette Johansen), Nadia Kjældgaard (51. Christina Petersen) • Gitte Krogh, Lene Jensen, Merete Pedersen (60. Mette Jokumsen) Cheftrainer: Poul Højmose | Dänemark |
| Schweden                                   | 1:0 Linda Fagerström (5.) 2:0 Hanna Ljungberg (37.) 3:0 Malin Moström (74.) | | Dänemark |
| 17. März 2001 in Loulé (Estádio Municipal) | | |          |
| Ergebnis: 3:0 (2:0)                        | | |          |
| Spielbericht                               | | |          |